# Pueblo Nuevo (Chepén)
Pueblo Nuevo es una localidad peruana capital del distrito de Pueblo Nuevo, ubicado en la provincia de Chepén en el departamento de La Libertad. Esta localidad se encuentra ubicada a unos 160 km al norte de la ciudad de Trujillo.